# 光荣之路 (1957年电影)
《光榮之路》（英語：Paths of Glory）是一部1957年美國反戰題材戰爭片，由斯坦利·库布里克執導，库布里克、卡尔德·威林罕與吉姆·湯普森編劇，內容改編自韩佛瑞·科布的1935年同名小說。本片的故事發生在第一次世界大戰期間，法國第701步兵團奉命向德軍執行幾乎不可能成功的進攻。進攻失敗後，米羅將軍（乔治·马克里迪飾演）要求挑出三名士兵，以臨陣退卻為罪名起訴至軍事法庭來殺雞儆猴，步兵團指揮官德克斯上校（柯克·道格拉斯飾演）企圖阻止這件不正義的事情。
繼前一部作品《殺手》之後，庫柏力克嘗試在米高梅旗下製作《光榮之路》，但未獲批准。庫柏力克轉而著手改編斯蒂芬·茨威格中篇小說《灼人的秘密》，卻因為被米高梅開除而中止。在道格拉斯的提議下，庫柏力克與布赖纳制片公司合拍《光榮之路》，並從聯美取得資金。本片於1957年3月20日在慕尼黑開拍，拍攝地點包含施萊斯海姆宮和巴伐利亞影業製片廠等。
本片由聯美負責發行，於1957年12月在美國上映。影評人稱讚庫柏力克的導演功力、對戰爭的寫實呈現以及演員的演出，法軍進攻的推軌鏡頭橋段和全片最後一幕尤獲讚賞。本片在當時入圍英国电影学院奖最佳影片奖，庫柏力克則榮獲尤西奖和銀緞帶獎的最佳導演獎。本片被視為庫柏力克早期的突破之作，也是影史最佳戰爭片及反戰片之一。1992年，美國國會圖書館將本片列入國家影片登記表。

## 劇情
第一次世界大戰期間的1916年，法國正在與德國作戰中。法軍戰情並不樂觀，壕溝戰持續了兩年也沒有起色。法軍的布羅拉將軍向米羅將軍下達指示，要求攻下德軍嚴守的安特山丘（Ant Hill）。眾所皆知那是幾乎不可能的任務，即使攻下山丘，預計傷亡率也將達五成。米羅將這項任務交給下屬——第701步兵團指揮官德克斯上校，德克斯不得不接下。隔天，第701步兵團對安特山丘發動大規模進攻，德克斯帶頭衝鋒，但仍連無人區都無法攻下，遑論安特山丘前的德軍鐵絲網區。法軍傷亡慘重，倖存的士兵也大多無法再戰，只能退守壕溝。米羅相當震怒，下令砲兵連轟炸法軍壕溝，迫使他們突擊，但砲兵連指揮官盧梭上尉不願執行此項命令。
隔天，米羅強力抨擊第701步兵團表現不力，要求德克斯從十個連各選出十名士兵，以臨陣退卻的罪名送上當天下午的軍事法庭判死。德克斯絲毫不認同此舉動，在他的應對下，米羅將軍願意妥協，改為從第一波攻擊的三個连各挑出一人。被連長挑出的三人分別是法洛二等兵、阿諾二等兵和巴黎下士，其中法洛曾目睹連長羅傑中尉在偵察任務中用手榴彈害死同伴，德克斯向法洛承諾會調查此事。不久後，三人在形同作秀公审的軍事法庭上接受質詢，德克斯為他們辯護並質疑軍事法庭的正當性。三人被押進牢裡候審，一名神父前來以禱告安撫他們的情緒。
德克斯無法找到有力人士支持，三名士兵恐怕凶多吉少。判刑前夕，德克斯命令羅傑中尉在處刑時指揮槍決隊，羅傑表現出明顯的不安。隨後，德克斯私下向布羅拉揭露米羅曾下令砲轟法軍壕溝，如今又有三名士兵因為無法達成不可能的任務而將被判死，暗示輿論將會批評此事。布羅拉收下了德克斯的意見。但是到了隔天，三名士兵被帶上刑場等待發落，布羅拉仍沒有任何作為。最後軍事法庭下達死刑判決，三人被現場枪毙。布羅拉在事後又與德克斯和米羅會面，宣布米羅將因不當行為接受調查，米羅不甘心地離去。布羅拉有意讓德克斯接替米羅，以為整齣事情都是德克斯篡位的預謀，但德克斯是真心想幫助他的士兵們，憤而痛罵布羅拉的官僚心態與不作為。
回前線之前，德克斯的士兵們在一間咖啡店裡休憩，一名被俘的德國女子被帶上台演唱。眾人原本嘻笑不斷，但聽了她唱德國民歌《忠貞不二的驃騎兵》之後無不動容，最後加入一起合唱。德克斯原本要進店裡下達命令，見此情景後決定多給士兵們一點時間。

## 演員
- 柯克·道格拉斯飾演德克斯上校（Colonel Dax）：第701步兵團指揮官。
- 雷夫·米克尔（英语：Ralph Meeker）飾演巴黎下士（Corporal Philippe Paris）：第701步兵團。
- 阿道夫·门乔（英语：Adolphe Menjou）飾演喬治·布羅拉將軍（General Georges Broulard）
- 乔治·马克里迪（英语：George Macready）飾演保羅·米羅將軍（General Paul Mireau）
- 韦恩·莫里斯飾演羅傑中尉（Lieutenant Roget）：第701步兵團的连長。
- 理查·安德森（英语：Richard Anderson）飾演聖歐邦少校（Major Saint-Auban）：米羅的侍從官。
- 喬·特科爾飾演阿諾二等兵（Private Arnaud）：第701步兵團。
- 克莉絲汀·庫柏力克（英语：Christiane Kubrick）飾演德國女子
- 彼得·卡佩爾（英语：Peter Capell）[註 2]飾演軍事法庭軍法官
- 艾彌爾·邁爾（英语：Emile Meyer）飾演杜普雷神父（Father Duprée）：陪三名士兵在獄中祈禱的神父。
- 伯特·弗里德（英语：Bert Freed）飾演布朗熱中士（Sergeant Boulanger）：第701步兵團。
- 凱姆·迪布斯（Kem Dibbs）飾演勒容二等兵（Private Lejeune）：第701步兵團，於偵察任務中被羅傑中尉丟擲的手榴彈炸死。
- 蒂莫西·凯瑞（英语：Timothy Carey）飾演法洛二等兵（Private Ferol），第701步兵團，於偵察任務中目睹羅傑中尉害死了勒容。
- 弗雷德·貝爾（Fred Bell）飾演患有炮彈休克（英语：Shell shock）的士兵：在米羅視察時被批評為懦夫。
- 約翰·施泰因（John Stein）飾演盧梭上尉（Captain Rousseau）：砲兵連指揮官。
- ·（Harold Benedict）飾演尼可上尉（Captain Nichols）：砲兵連聯絡官。

演員名單來源：

## 製作過程

### 發展與編劇

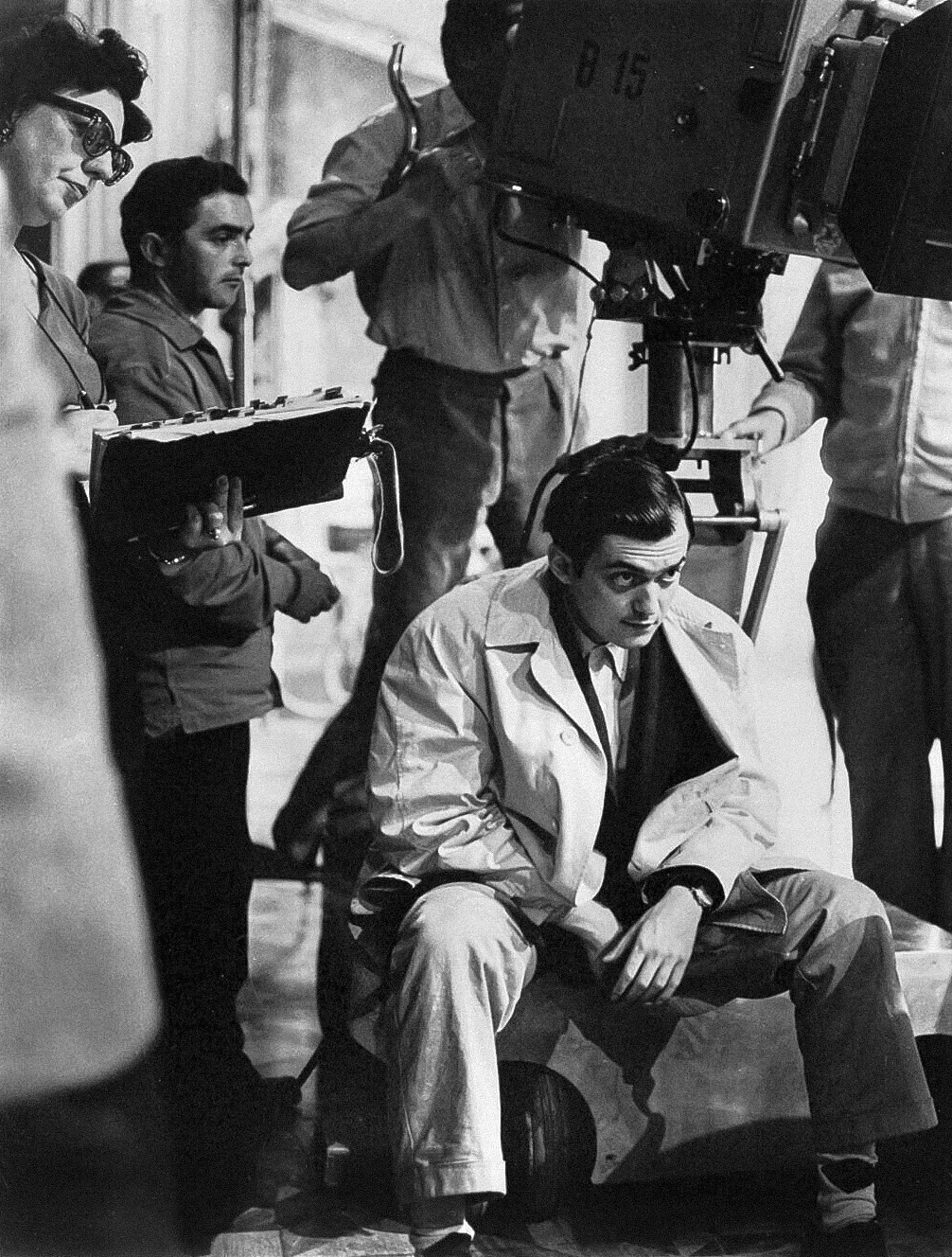
斯坦利·库布里克在《光榮之路》的拍攝現場（攝於1957年）

本片改編自作家韩佛瑞·科布的小說《光榮之路》（Paths of Glory），於1935年6月由維京出版社出版。小說內容是取材自第一次世界大战時法軍的真實故事「蘇安四下士事件」，書名則出自托馬斯·格雷詩作墓园挽歌中的一句「光荣的道路无非是引导到坟墓」。小說的電影改編權在出版那年就由派拉蒙影業買下，西德尼·霍华德曾將該小說改編成一齣百老匯舞台劇，於1935年9月26日在普力茅斯劇院（Plymouth Theatre）首演。庫柏力克曾在14歲時讀過該小說，並且留下深刻印象。
1956年，庫柏力克的前一部電影《殺手》（由聯美出品）票房失利，他與製片人搭檔詹姆士·B·哈里斯在好莱坞的發展受到影響。所幸米高梅的製片主管多爾·沙瑞觀看了《殺手》後相當激賞，與兩人建立合作關係。沙瑞支付7.5萬美元的報酬，要求兩人在40週內完成一部完整的電影。庫柏力克與哈里斯決定下一部作品要拍反戰電影，庫柏力克提議將《光榮之路》搬上大銀幕。但是米高梅剛經歷完《鐵血雄師》的失敗，不願意再拍常淪為票房炸弹的反戰題材電影，沙瑞指示兩人在米高梅的故事部門裡找尋其他拍片題材。
在故事部門的上百部作品裡，庫柏力克選擇改編斯蒂芬·茨威格的1913年中篇小說《灼人的秘密》，並聘請卡尔德·威林罕擔任編劇，但此時40週已過了一半。另一方面，哈里斯仍然希望改編《光榮之路》，他私下與《殺手》的未掛名編劇吉姆·湯普森一同編寫劇本草稿。哈里斯的作為並沒有好結果，庫柏力克專心於《灼人的秘密》，對於花費心力兼顧《光榮之路》感到不耐煩；米高梅得知後則開除了兩人。米高梅的理由並不是反對同時寫兩份劇本，而是兩人的做法無法如期拍出電影。
由於《灼人的秘密》的電影改編權在米高梅手中，庫柏力克只能與哈里斯一起籌畫《光榮之路》。科布已於1944年逝世，兩人用1萬美元向科布的遺孀買下《光榮之路》的改編權，相關報導見於1956年8月1日的《綜藝雜誌》。湯普森在1956年夏天內完成劇本第一稿後，庫柏力克將威林罕找來一起編劇，三人一起編寫的第二稿於1956年11月26日完成。後續第三稿（1957年2月25日）和第四稿只由庫柏力克和威林罕完成，第五稿是最終版本。第五稿的結局大致與原著小說相符，但在那之前，庫柏力克出於票房考量將結局改寫成美好結局，即三名士兵的處刑最終被阻止。該修改有人支持也有人反對，最終庫柏力克在第五稿時不情願地取消改動。
在投入製作本片之前，庫柏力克與第二任妻子魯絲·索博卡的關係已漸漸破裂。庫柏力克在德國拍攝《光榮之路》時，與德國女演員兼畫家克莉絲汀·哈蘭（Christiane Harlan）發展出戀情。庫柏力克與威林罕在編寫第五稿時，於三名士兵被處決後額外加戲，即一群法國士兵在酒吧看德國女戰俘唱歌。庫柏力克讓哈蘭飾演那位到台上唱歌的德國女子，也是片中唯一一個有戲份的女性角色。庫柏力克在1957年與索博卡離婚，隨後便與哈蘭結婚。

### 籌備

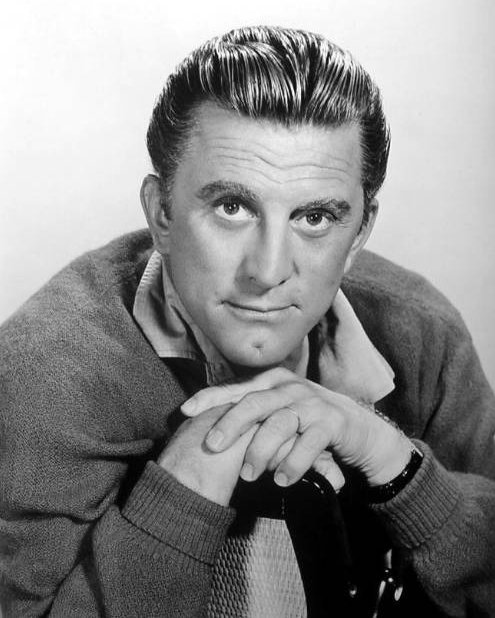
柯克·道格拉斯（攝於1963年）

1957年1月17日，《纽约时报》報導稱柯克·道格拉斯將擔任本片主演，飾演德克斯上校。道格拉斯是當時的大明星，他在觀賞《殺手》和閱讀《光榮之路》的劇本草稿後積極地想演出。道格拉斯原本因為戲約在身而必須18個月後才能演出，不過在得知庫柏力克轉而與格里高利·派克接洽之後，於1957年初通知庫柏力克他的戲延期了，可以馬上演出。其他飾演德克斯的人選還有理查德·伯顿和詹姆士·梅遜。
在道格拉斯參演之前，庫柏力克和哈里斯企圖尋找投資者，但《光榮之路》絲毫不受片商歡迎，聯美也拒絕投資。道格拉斯加入時也提議讓自己的製片公司布赖纳制片公司贊助本片，庫柏力克為了資金只能答應。哈里斯日後回憶道，當時道格拉斯的經紀人雷·史塔克藉此狠狠地在合約上佔他們便宜，簽下去後庫柏力克必須為布赖纳制片公司導演五部電影。之後，道格拉斯藉由揚言拒演《海盜》的手段，迫使聯美的製片人麥斯·E·楊施泰因為《光榮之路》出資，金額為85萬±10%美元。若本片上映後達到收支平衡，庫柏力克與哈里斯分得六成盈利，聯美分得四成。

### 拍攝
由於法國當局可能拒絕讓本片拍攝，劇組將拍攝地點定為德國，並選在有著理想建築和地貌的慕尼黑。確保資金之後，庫柏力克等人前往該處進行前期製作，隨後開拍。本片的主体拍摄於1957年3月20日開始，為時66天。道格拉斯挑選了慕尼黑郊區的盖瑟尔加斯泰格（Geiselgasteig）製片廠，片中內景在該處拍攝。製片廠的周遭有適合拍攝戰場戲和法式城堡的地點，車程不到40分鐘。盖瑟尔加斯泰格製片廠在第二次世界大战之後乏人問津，本片拍攝時完全沒有其他的劇組。片中的法式城堡是在施萊斯海姆宮取景。本片的攝影指導由格奥尔格·克劳泽擔任，不過庫柏力克在拍片時經常親自把控攝影機。本片拍攝期間，對庫柏力克影響深遠的德國導演馬克思·歐弗斯過世，當天庫柏力克拍攝了布羅拉將軍和米羅將軍密談的開頭橋段，並以此向歐弗斯致敬。
為了拍攝法軍突擊的橋段，劇組將一片放牧場改造成戰場，整個區域長300碼（270）、寬500碼（460）。戰場設計由庫柏力克、德國軍事史學家兼技術顧問奧托·馮·瓦登費斯，以及藝術總監路德維希·萊伯一同執行，改造工程動用60名工人，花費三週完成。有六百名或八百名德國警察充當法國士兵，當時德國警察必須接受三年軍訓，所以有能力扮演士兵。突擊橋段強調了士兵們面臨的危險和掙扎，有的警察試圖表現勇猛戰鬥的英姿，因而遭到庫柏力克要求修正。拍攝時，每個陣亡士兵倒地的地點與時機都經過事前安排。戰場上的炮彈爆炸由德國煙火專家埃爾溫·朗格操刀，庫柏力克要求寫實的爆炸，要達到土石紛飛的效果而不只是揚起沙塵，並因為多次重拍而耗費大量炸藥。對於拍攝方式，庫柏力克在無人區的邊界設置六台推軌攝影機，移動方向與突擊方向平行，他自己則手持一台阿萊攝影機跟拍道格拉斯飾演的德克斯上校。戰場橋段的鏡頭在片中角色動作後的一瞬間開始移動，動作停下後攝影機仍順著動作繼續移動一小段，讓觀眾彷彿是以電影裡的某人的視角在觀看。
根據哈里斯的資訊，《光榮之路》總共耗資93.5萬至95.4萬之間，有報導則直接寫為100萬美元。道格拉斯的片酬是35萬美元外加一定比例的分紅，庫柏力克與哈里斯的報酬則是剩下的2萬至2.5萬美元。

### 音樂
本片的配樂由杰拉德·弗里德操刀，這是他第四次也是最後一次與庫柏力克合作。配樂錄製在電影的拍片地點盖瑟尔加斯泰格製片廠進行，巴伐利亞愛樂樂團（Bavarian Philharmonic）負責演奏，弗里德親自指揮。由於本片以軍事為主題，配樂大多由打击乐器演奏，特別是小軍鼓。片中的關鍵時刻會搭配打擊樂，其他有些橋段則毫無配樂，用意是強化戲劇效果。例如處刑橋段的配樂使用了小軍鼓和大鼓，以極簡的方式呈現令人戰慄的張力。對於開場的主題旋律，弗里德奉命寫出兩種版本，其中一種融合法國國歌《馬賽曲》，而另一種則以一首打擊樂取代《馬賽曲》，以應對在親法國家上映的要求（在片中使用國歌可能會冒犯到法國）。德國女子演唱《忠貞不二的驃騎兵》的橋段中，士兵的合唱是由將近四十名男歌手另外進行配音。片尾名單的配樂即是《忠貞不二的驃騎兵》的交響曲版。

## 上映與票房
1957年11月1日，本片的全球首映在德國慕尼黑舉行。聯美安排於1958年年初（1月至3月）在美國院線發行本片，不過洛杉矶和纽约會在跨年之前上映本片，以讓本片符合奥斯卡金像奖的入圍資格。1957年12月20日，本片於洛杉矶上映，稍後也於12月25日圣诞节在纽约維多利亞劇院（Victoria Theatre）開始上映。票房方面，本片在維多利亞劇院上映第三週和第四週分別收穫1.8萬和1.6萬美元，在伦敦亭劇院上映首週收穫7500美元，《綜藝雜誌》認為都是不錯的表現。隨著上映範圍擴張到美國各地，本片的票房也逐漸增加，上映第五週透過洛杉矶13家劇院賺進5.5萬美元。若與同期電影比較，至1958年3月初時，本片在近期新片中的票房排名約是第12名之後。1958年年末，《綜藝雜誌》統計美國和加拿大的年度票房，本片的电影发行商分得的票房為120萬美元。總體來說，本片在票房上小賺了一筆，但也不算大成功。

### 爭議
1958年，法國對《光榮之路》實施禁映，稱片中內容損及法軍聲譽。本片和《五載沉冤》一起被禁止在比利時和慕尼黑上映，瑞士亦禁映本片，該國內政部稱本片為「矛頭直指法國、帶有顛覆意圖的政治宣传」。時任法國佔領區指揮官阿梅德·熱茲（Amédé Gèze）企圖禁止整個西柏林放映本片，但美國和英國都不贊成。《綜藝雜誌》在1958年7月1日報導，法國還以停辦為威脅要求柏林国际电影节下架本片，且有法國人出手擾亂英國佔領區的一場《光榮之路》放映。直到1958年11月，《光榮之路》才得以在法國佔領區上映，不過時任指揮官讓·拉科姆（Jean Lacomme）規定要播放一段預告，用以聲明本片無意詆毀法軍的榮譽。比利时至1958年3月時已經可以上映本片，但因為收到抗議意見，比利時當局與法國外交部討論之下決定加上片頭說明，強調不應以電影內容來評斷法軍。法國本土直到1975年電影政治審查鬆綁後才上映本片，瑞士則是1978年。

## 評價

### 早年評價
本片在美國和英國初上映時，影評人大多給予良好評價。導演斯坦利·库布里克受到不少好評，《綜藝雜誌》刊登的影評讚譽库布里克充滿張力的導演風格，以出色的寫實度捕捉戰爭的神貌，法軍的進攻橋段令人心情激盪。《哈里遜報導》也稱讚電影的戲劇性和寫實氛圍。《纽约时报》影評人博斯利·克勞瑟雖讚賞库布里克的導演能力，認為處刑橋段尤其突出，不過也批評本片不具備「特別意義」（significance），片中對不義的呈現既侷限又疏遠，觀眾看完之後彷彿只是看了一件匪夷所思的案子。本片的最後一幕引來褒貶不一的評價，《每日镜报》的唐納·札克（Donald Zac）認為該橋段「很肉麻」（corny），《洛杉磯鏡報》的迪克·威廉斯（Dick Williams）則覺得最後一幕看似與整部電影脫節，實際上展示出戰爭的野蠻不足以永遠綁架男人們的心靈，整段戲令人難忘。演員們的表現大致上獲得影評人認可，柯克·道格拉斯、雷夫·米克尔與阿道夫·门乔對角色的形塑博得好評。不過克勞瑟認為眾演員的說話方式完全戳破了電影的真實感。
整體而言，《伦敦旗帜晚报》的菲利浦·奧克斯（Philip Oakes）認為本片是一部令人難過但引人入勝的電影，非常值得一看。威廉斯認為本片是年度佳片之一，並指出本片既不帶有逃避主義也不是純藝術片，而是直面真相的现实主义強硬電影。《圣费尔南多谷時報》（Valley Times）影評人連·波伊德（Len Boyd）覺得本片足以問鼎奥斯卡金像奖，論對觀眾的情感衝擊，今年沒有電影能出其右。札克將本片推薦給沒看過《西线无战事》的當代年輕人，稱讚本片有著正直之氣以及才華洋溢的台詞與演出。《洛杉磯時報》影評人埃德温·沙勒特（Edwin Schallert）認為本片是值得讚賞的真誠電影，一切呈現得都很好，但也指出本片並沒有達到電影和娛樂的最佳境界，而是更像一部紀錄片。
本片在當時獲得了以下獎項（按頒獎日期排序）：
| 獎名/影展名        | 頒獎日期       | 獎項             | 入圍者                                      | 結果 | 來源          |
| ------------------ | -------------- | ---------------- | ------------------------------------------- | ---- | ------------- |
| 美国编剧工会奖     | 1958年         | 最佳劇情片劇本   | 斯坦利·库布里克、卡尔德·威林罕與吉姆·湯普森 | 提名 | [ 81 ] [ 82 ] |
| 英国电影学院奖     | 1958年3月6日   | 最佳影片         | 《光榮之路》                                | 提名 | [ 83 ]        |
| 尤西奖             | 1958年11月18日 | 最佳導演         | 斯坦利·库布里克                             | 獲獎 | [ 84 ]        |
| 銀緞帶獎           | 1959年         | 最佳外國電影導演 | 斯坦利·库布里克                             | 獲獎 | [ 85 ]        |
| 比利時影評人協會獎 | 1959年1月      | 大獎             | 《光榮之路》                                | 獲獎 | [ 86 ]        |

### 後世評價
| 綜合得分     | 綜合得分 |
| 來源         | 評分     |
| ------------ | -------- |
|              | 90/100   |
| 爛番茄       | 96/100   |
| 評論得分     |          |
| 來源         | 評分     |
| 英国广播公司 | [ 89 ]   |
| 芝加哥太陽報 | [ 90 ]   |
| 帝國雜誌     | [ 91 ]   |
| 衛報         | [ 92 ]   |
| 泰晤士报     | [ 93 ]   |
| Time Out     | [ 94 ]   |

在上映後數十年內，本片已被一些主流媒體視為影史經典，也是最偉大的戰爭片之一。1992年，美國國會圖書館認定本片是「文化、歷史和美學的顯著成就」，將之列入國家影片登記表中加以保存。截止至2024年，根据評論匯總网站爛番茄汇总的78篇评论文章，96%的评论家给予该作正面评价，平均打分为9.10分（满分10分）。该网站总结的评论家共识是“斯坦利·库布里克的《光榮之路》是一部非常人性化的反戰電影，有著傑出且不褪色的戰爭場面以及極具吸引力的最後一幕。”在Metacritic網站上，本片得到「普遍讚譽」的綜合評分，獲得了90/100分（18位影評人）。

針對本片的反戰價值，影評人有不同的意見。本片被視為最強而有力的反戰電影之一，不過1973年導演法蘭索瓦·杜魯福接受《芝加哥論壇報》影評人吉恩·西斯克爾訪問時並不認同，稱《光榮之路》顯現出庫柏力克非常喜歡暴力。庫柏力克於1999年驟逝後，《衛報》影評人德里克·馬爾科姆稱本片是庫柏力克畢生最好的作品，因為他在這部片中呈現最多的情感。本片也被視為庫柏力克的突破之作，他以本片躋身名導演的行列。英國電影協會的傑夫·安德魯寫道：
本片用激動人心的方式說明了軍中的虛假、腐敗和不義，庫柏力克也藉此一舉展現他跨越電影類型窠臼的決心和能力。（……）庫柏力克呈現出清晰、一針見血、不隨時間褪色的人間樣貌。（……）本片是藝術品，也是對某些人類不變之處的陳述。。
本片的攝影表現持續受到認可，法軍進攻的推軌鏡頭被視為影史最佳之一。《芝加哥太陽報》影評人罗杰·埃伯特在2005年也盛讚該片的攝影，稱片中的數個長鏡頭使觀眾對本片探討的主題留下深刻印象，且每一個鏡頭都使用了銳利且深刻的聚焦。電影的最後一幕獲得後世影評人的一致好評。《帝國雜誌》的柯林·甘迺迪（Colin Kennedy）寫道，對簡潔且顯得冷酷的本片來說，這個感情洋溢的結尾可說是影史上最恰到好處的花音。《衛報》影評人彼得·布拉德肖覺得該橋段有著救贖般的神秘美感。埃伯特認為該橋段反駁了愛國主義，並且使觀眾陷入更悲戚的情緒當中。導演斯蒂芬·斯皮尔伯格則稱這一幕流露出豐沛的情感，足以證明庫柏力克並非是外界普遍認為的完美主義無情導演。
《光榮之路》也被視為柯克·道格拉斯的演員生涯代表作。

## 家用媒體
米高梅（聯美的母公司）曾發行本片的VHS磁帶，然而具體發行日期已不可考。據米高梅宣傳部門經理大衛·米勒（David Miller）表示，《光榮之路》、《死之吻》（1955年）和《殺手》（1956年）這三部斯坦利·库布里克的早期作品當時人氣欠佳，磁帶乏人問津。1992年或1993年以前，标准收藏發行了本片的鐳射影碟。1999年7月，华纳兄弟、三星影业與米高梅聯手發行库布里克十部導演作品的DVD，其中七部為一套裝，《光榮之路》、《死之吻》和《殺手》為另一套裝。此為《光榮之路》首度以DVD形式發行，但並未如其他舊片新出的DVD那樣包含特別功能或幕後花絮。本片後來由UCLA電影及電視資料館進行數位修復，标准收藏於2010年10月26日推出該版本的DVD與藍光光碟。2022年8月23日，洛伯電影發行了本片的超高清蓝光光碟，採用由原始攝影機負片（OCN）掃描而成的新版本。

## 備註
1. ↑  僅限美國和加拿大。此外該數據是电影发行商分得的票房收益，而非總票房收益。
2. ↑  同時也是本片的旁白。
3. ↑  卞之琳译。原文：
4. ↑  現為傑拉德·舍恩菲爾德劇院（英语：Gerald Schoenfeld Theatre）。
5. ↑  兩人當時合開一家實體公司「哈里斯-庫柏力克製片公司」[18]。
6. ↑  相当于2024年的86.7萬美元。
7. ↑  該小說當時已兩度改編成電影（1923年版（英语：The Burning Secret (1923 film)）和1933年版（英语：The Burning Secret）），之後又推出1988年版（英语：Burning Secret）。
8. ↑  相当于2024年的11.6萬美元。
9. ↑  相当于2024年的951.6萬±10%美元。
10. ↑  現為巴伐利亞影業製片廠（英语：Bavaria Studios）。
11. ↑  相当于2024年的1046.8萬至1068.1萬美元。
12. ↑  相当于2024年的1119.5萬美元。
13. ↑  相当于2024年的391.8萬美元。
14. ↑  相当于2024年的22.4萬至28萬美元。
15. ↑  現為歡樂劇院（英语：Gaiety Theatre (New York City)）。
16. ↑  相当于2024年的1307.8萬。
17. ↑  原文：
18. ↑  原文：
19. ↑  原文：
20. ↑  杜魯福也曾表示，世上沒有所謂的反戰電影，因為那些電影只會適得其反[90][98]。
21. ↑  原文：

## 腳註
1. 1 2 3 4 5  美国电影学会目录上的《光榮之路》（英文）
2. 1 2  Castle 2018，第116頁.
3. 1 2  . Motion Picture Daily. Vol. 82 no. 88. 1957-11-04: 3  [2024-06-27] –Internet Archive （英语）. The picture had its world premiere Friday in Munich, Germany.
4. ↑  McGee, Scott; Steffen, James. . Turner Classic Movies.   [2014-12-15]. （原始内容存档于2014-12-20） （英语）.
5. 1 2  Young, Colin. . Film Quarterly. Spring 1959, 12 (3): 4-15. doi:10.2307/3185978 （英语）.
6. 1 2  . Variety. Vol. 209 no. 1. 1957-12-03: 1 (1957-12-04)  [2024-06-27] –Internet Archive （英语）.
7. 1 2  . Variety. 1959-01-07: 48  [2024-06-27] –Internet Archive （英语）.
8. . 香港政府新聞公報. 2014-07-28  [2022-03-17]. （原始内容存档于2019-09-01） （中文（香港））.
9. 1 2  Castle 2018，第127頁.
10. ↑  McGee, Scott. . Turner Classic Movies. 2018-12-10  [2019-02-25]. （原始内容存档于2018-10-31） （英语）.
11. ↑  Baxter 1997，第85頁.
12. ↑  Fordy, Tom. . The Telegraph. 2020-02-12  [2024-06-30] （英国英语）.
13. ↑  Lobrutto 1997，第130頁.
14. ↑  Sennwald, Andre. . The New York Times. 1935-10-27  [2024-06-27]. （原始内容存档于2024-06-27） （美国英语）.
15. ↑  . The New York Times. 1935-09-26  [2024-06-27] （美国英语）.
16. ↑  Atkinson, Brooks. . The New York Times. 1935-09-27  [2024-06-27]. （原始内容存档于2024-06-27） （美国英语）.
17. 1 2 3 4  Baxter 1997，第84頁.
18. ↑  美国电影学会目录上的《殺手》（英文）
19. ↑  Lobrutto 1997，第131頁.
20. 1 2  Baxter 1997，第86頁.
21. ↑  Baxter 1997，第88頁.
22. ↑  Lobrutto 1997，第132頁.
23. ↑  Baxter 1997，第83頁.
24. 1 2  Baxter 1997，第88-89頁.
25. 1 2  Baxter 1997，第89頁.
26. ↑  . The New York Times. 1944-04-26  [2024-06-27]. （原始内容存档于2024-06-27） （美国英语）.
27. ↑  . Variety. Vol. 203 no. 9. 1956-07-31: 5 (1956-08-01)  [2024-06-27] –Internet Archive （英语）.
28. 1 2  Baxter 1997，第90頁.
29. ↑  Castle 2018，第129頁，附圖.
30. 1 2  Baxter 1997，第91頁.
31. 1 2 3 4  Baxter 1997，第94頁.
32. ↑  Baxter 1997，第90-91頁.
33. 1 2  Baxter 1997，第95頁.
34. ↑  Baxter 1997，第94-95頁.
35. 1 2  Lobrutto 1997，第148頁.
36. ↑  Baxter 1997，第101頁.
37. ↑  Pryor, Thomas M. . The New York Times. 1957-01-17  [2024-06-26]. （原始内容存档于2024-06-26） （美国英语）.
38. 1 2  Lobrutto 1997，第133頁.
39. 1 2  Douglas 1988，第273頁.
40. ↑  Lobrutto 1997，第133-134頁.
41. 1 2 3 4  Baxter 1997，第92頁.
42. 1 2 3 4 5  Baxter 1997，第93頁.
43. 1 2 3 4  Lobrutto 1997，第135頁.
44. ↑  Kolker & Abrams 2024，第135頁.
45. 1 2  Lobrutto 1997，第138頁.
46. 1 2 3 4  Lobrutto 1997，第139頁.
47. ↑  Douglas 1988，第281頁.
48. 1 2 3 4 5 6  Baxter 1997，第98頁.
49. ↑  Lobrutto 1997，第139-140頁.
50. 1 2  Bourgin, Simon. . Newsweek. Vol. 50 no. 23. 1957-12-02: 96  [2024-06-27] –Internet Archive （英语）.
51. 1 2 3  Lobrutto 1997，第140頁.
52. 1 2  Lobrutto 1997，第141頁.
53. ↑  Castle 2018，第153頁.
54. 1 2 3 4  Lobrutto 1997，第149頁.
55. ↑  Lobrutto 1997，第148-149頁.
56. ↑  Castle 2018，第135頁.
57. ↑  Lobrutto 1997，第150頁.
58. 1 2  Kolker & Abrams 2024，第145頁.
59. ↑  . Variety. Vol. 209 no. 2. 1957-12-11: 16-17  [2024-06-27] –Internet Archive （英语）.
60. ↑  . Motion Picture Daily. Vol. 82 no. 97. 1957-11-19: 7  [2024-06-27] –Internet Archive （英语）.
61. ↑  . Variety. Vol. 209 no. 3. 1957-12-18: 17  [2024-06-27] –Internet Archive （英语）.
62. 1 2 3  Crowther, Bosley. . The New York Times. 1957-12-26  [2024-06-27]. （原始内容存档于2024-06-19） （美国英语）.
63. ↑  . Variety. Vol. 209 no. 8. 1958-01-22: 9  [2024-06-27] –Internet Archive （英语）.
64. ↑  . Variety. Vol. 209 no. 5. 1957-12-23: 10 (1958-01-01)  [2024-06-27] –Internet Archive （英语）.
65. ↑  . Variety. Vol. 209 no. 9. 1958-01-28: 8 (1958-01-29)  [2024-06-27] –Internet Archive （英语）.
66. ↑  . Variety. Vol. 210 no. 1. 1958-03-05: 3  [2024-06-27] –Internet Archive （英语）.
67. 1 2  . The New York Times. 1958-06-27  [2024-06-30]. （原始内容存档于2024-06-30） （美国英语）.
68. ↑  Moskowitz, Gene. . Variety. Vol. 209 no. 6. 1958-01-08: 11  [2024-06-27] –Internet Archive （英语）.
69. ↑  . Variety. Vol. 213 no. 5. 1958-12-30: 7 (1958-12-31)  [2024-06-27] –Internet Archive （英语）.
70. ↑  . Variety. Vol. 211 no. 5. 1958-07-01: 4 (1959-07-02)  [2024-06-27] –Internet Archive （英语）.
71. ↑  . Variety. Vol. 213 no. 1. 1958-11-25: 12 (1958-12-13)  [2024-06-27] –Internet Archive （英语）.
72. ↑  . The New York Times. 1958-03-12  [2024-06-27]. （原始内容存档于2022-03-08） （美国英语）.
73. ↑  Robertson, Nan. . The New York Times. 1975-03-15  [2024-06-30]. （原始内容存档于2022-07-19） （美国英语）.
74. 1 2 3  . Variety. Vol. 208 no. 12. 1957-11-15: 6 (1957-11-20)  [2024-06-27] –Internet Archive （英语）.
75. 1 2  . Harrison's Reports（英语：Harrison's Reports）. Vol. 39 no. 47. 1957-11-23: 4  [2024-06-27] –Internet Archive （英语）.
76. 1 2  Zac, Donald. . Daily Mirror. 1957-12-20: 9  [2024-07-02] –Newspapers.com （英语）.
77. 1 2  Williams, Dick. . Los Angeles Mirror. 1957-12-21  [2024-07-02] –Newspapers.com （英语）.
78. 1 2 3  Oakes, Philip. . Evening Standard. 1957-12-19: 11  [2024-07-02] –Newspapers.com （英语）.
79. 1 2  Schallert, Edwin. . Los Angeles Times. 1957-12-21: PART Ⅲ Page 3  [2024-07-02] –Newspapers.com （英语）.
80. ↑  Boyd, Len. . Valley Times. 1957-12-21  [2024-07-02] –Newspapers.com （英语）.
81. ↑  . Variety. Vol. 209 no. 12. 1958-02-18: 6 (1958-02-19)  [2024-06-27] –Internet Archive （英语）.
82. ↑  . Writers Guild of America.   [2024-06-27]. （原始内容存档于2019-02-22） （英语）.
83. ↑  . British Academy of Film and Television Arts.   [2024-06-27]. （原始内容存档于2021-07-04） （英语）.
84. ↑  . Jussi-gaala.   [2024-06-29]. （原始内容存档于2024-03-17） （芬兰语）.
85. ↑  . Nastri d'Argento.   [2024-06-28]. （原始内容存档于2024-06-28） （意大利语）.
86. ↑  . The New York Times. 1959-01-04  [2024-06-30]. （原始内容存档于2024-06-30） （美国英语）.
87. 1 2  Metacritic上《光荣之路》的資料（英文）
88. 1 2  爛番茄上《光荣之路》的資料（英文）
89. 1 2  . BBC. 2005-11-10  [2024-07-02]. （原始内容存档于2024-07-02） （英国英语）.
90. 1 2 3 4 5 6  Ebert, Roger. . www.rogerebert.com. 2005-02-25  [2024-06-30]. （原始内容存档于2019-02-16） （英语）.
91. 1 2  Kennedy, Colin. . Empire. 2000-01-01  [2024-07-02]. （原始内容存档于2023-05-04） （英语）.
92. 1 2 3  Bradshaw, Peter. . The Guardian. 2014-05-01  [2024-07-02]. （原始内容存档于2023-06-02） （英国英语）.
93. 1 2  Muir, Kate. . The Times. 2016-09-23  [2024-07-02] （英语）.
94. 1 2  . Time Out. 2014-04-29  [2024-06-30]. （原始内容存档于2024-02-28） （英语）.
95. 1 2  Mermelstein, David. . The Wall Street Journal. 2011-04-02  [2024-07-02]. （原始内容存档于2023-03-23） （英语）.
96. ↑  Debruge, Peter; Earl, William; Gleiberman, Owen; Moreau, Jordan; Murphy, J. Kim; Saperstein, Pat; Shafer, Ellise; Seo, Rachel. . Variety. 2023-07-24  [2024-07-02]. （原始内容存档于2024-02-26） （美国英语）.
97. ↑  . Library of Congress.   [2019-02-15]. （原始内容存档于2014-12-17） （英语）.
98. ↑  Brook, Tom. . BBC. 2014-07-10  [2024-07-02]. （原始内容存档于2024-08-24） （英国英语）.
99. ↑  Siskel, Gene. . Chicago Tribune. 1973-11-11  [2024-07-02]. （原始内容存档于2023-05-13） –Newspapers.com （英语）.
100. ↑  Malcolm, Derek. . The Guardian. 1999-03-11  [2024-07-02] （英国英语）.
101. ↑  . BFI. 2014-05-01  [2024-07-02]. （原始内容存档于2024-02-28） （英语）.
102. ↑  Macnab, Geoffrey. . The Independent. 2014-05-02  [2024-07-02]. （原始内容存档于2024-03-01） （英语）.
103. ↑  Gritten, David. . The Telegraph. 2014-05-03  [2024-07-02]. （原始内容存档于2019-02-15） （英语）.
104. ↑  A. O., Scott. . The New York Times. 2005-12-01  [2024-07-02] （美国英语）.
105. 1 2 3  King, Susan. . Los Angeles Times. 1999-07-01  [2025-07-03] （美国英语）.
106. ↑  Christiansen, Richard. . Chicago Tribune. 1992-07-07: Section 5 Page 3  [2025-07-03] –Newspapers.com （英语）.
107. ↑  Wilner, Norman. . Toronto Star. 1993-02-20  [2025-07-03] –Newspapers.com （英语）.
108. 1 2  Nichols, Peter M. . The New York Times. 1999-07-16  [2025-07-03] （美国英语）.
109. ↑  . The Criterion Collection.   [2025-07-03] （英语）.
110. ↑  Blauvelt, Christian. . Slant Magazine. 2010-10-26  [2025-07-03] （美国英语）.
111. ↑  Miller, Gordon S. . High Def Digest. 2011-03-15  [2025-07-03] （英语）.
112. ↑  . Blu-ray.com.   [2025-07-03] （英语）.
113. ↑  . Blu-ray.com.   [2025-07-03] （英语）.
114. ↑  Blauvelt, Christian; Wilkins, Budd. . Slant Magazine. 2022-08-18  [2025-07-03] （美国英语）.

### 引用作品
書籍
- Douglas, Kirk. . New York: Simon & Schuster. 1988. ISBN 0-671-63717-7 –Internet Archive （英语）.
  - 章節：. : 273–286.
- Baxter, John. . New York: Carroll & Graf Publishers. 1997. ISBN 0-7867-0485-3 –Internet Archive （英语）.
  - 章節：. : 70–89.
  - 章節：. : 90–102.
- Lobrutto, Vincent. . New York: Donald I. Fine Books. 1997. ISBN 0-571-19393-5 –Internet Archive （英语）.
  - 章節：. : 129–157.
- Castle, Alison (编). . 由Snowdon, Peter翻译. Köln: Taschen. 2018 [2005]. ISBN 978-3-8365-7319-1 –Internet Archive （英语）.
  - 章節：Philips, Gene D. . : 126–157.
- Kolker, Robert P.; Abrams, Nathan. . New York: Pegasus Books. 2024. ISBN 978-1-63936-624-8 （英语）.
  - 章節：. : 93–116.
  - 章節：. : 117–130.
  - 章節：. : 131–155.